# Sociëteit van de Hoge Collegiën en van Den Haag

Zegel van de Sociëteit van de Hoge Collegiën en van Den Haag

De Sociëteit van de Hoge Collegiën en van Den Haag was een bestuurlijk samenwerkingsverband dat vanaf 1587 in de plaats Den Haag het innen van gewestelijke belastingen en de financiering van vele projecten als haar voornaamste taak had. Na de politieke omwenteling van 1795 was haar voortbestaan ongewenst, het duurde echter tot 1802 voordat zij kon worden ontbonden. 

## Voorgeschiedenis
Aanleiding voor de oprichting van de “Sociëteit van de Hoge Collegiën en van Den Haag” was een langdurige impasse op het bestuurlijke niveau. Eeuwenlang was Den Haag direct bestuurd door eerst de graven van Holland en na verervingen uiteindelijk door de koning van Spanje. 
De dynastieën die als Graven van Holland de scepter over Den Haag zwaaiden:
- 1230-1299: Huis Holland
- 1299-1351: Huis Avesnes
- 1354-1433: Huis Wittelsbach
- 1433-1482: Huis Valois
- 1482-1581: Huis Habsburg

In 1581, na het als landsheer afzetten van Filips II van Spanje (Huis Habsburg) door de Staten-Generaal van de Nederlanden, was er door de afwezigheid van een landsheer sprake van een nieuwe situatie. De Staten van Holland en West-Friesland oefenden veel van de landsheerlijke taken uit, zoals het benoemen van de Haagse baljuw en burgemeesters. Op een gegeven moment trok de stadhouder een aantal van deze bevoegdheden naar zich toe, maar tijdens de stadhouderloze tijdperken oefenden de Staten wederom dit gezag uit. Benoemingen gingen deel uitmaken van het politieke spel om de macht. Ook werd Den Haag nog steeds bestuurd door zowel het dorpsbestuur als ook het Hof van Holland, de Grafelijkheids Rekenkamer plus de later toegevoegde Hoge Raad van Holland. Al deze machten waren in een voortdurende strijd om bevoegdheden verwikkeld. De onenigheid ging niet alleen over jurisdictie en financiën, maar ook de bezetting van de vaak lucratieve posities.
Den Haag was feitelijk opgesplitst in twee rechtsgebieden: Het hofgebied bestaande uit grofweg het Binnenhof en Lange Voorhout en omgeving enerzijds en het dorp van Den Haag, zijnde alle overige gebieden, anderzijds. Zo had de graaf van Holland ooit besloten dat hoffunctionarissen geen lokale belastingen hoefden te betalen. Hierdoor liep het dorpsbestuur van Den Haag een belangrijke bron van inkomsten mis. Financiële middelen die zij hard nodig had om bijvoorbeeld verdedigingswerken aan te leggen voor het dorp. Deze zijn er dan ook nooit volledig gekomen. Het bleef bij een omgrachting, de gewenste stadsmuren zijn nooit gebouwd. Daarbij speelde niet alleen geld een rol, maar ook het feit dat het dorp en de grafelijkheid op bestuurlijk niveau elkaar behoorlijk in de weg zaten.

## Oprichting
De strijd tegen Filips II die uitbrak in 1568, vergde veel geld en de Haagse bevolking werden zware belastingen opgelegd. Het dwong de instituten van de voormalige grafelijkheid en het dorpsbestuur tot samenwerking. In 1587 bundelen de Hoge Raad van Holland, het Hof van Holland, de Grafelijkheids Rekenkamer en het ambachtsbestuur van Den Haag daarom hun bevoegdheden op het gebied van belastingen in een samenwerkingsverband dat ze de “Sociëteit van de Hoge Collegiën en van Den Haag” noemden. Het kreeg zelfs een eigen wapen en zegel, waarvan een beschrijving uit 1654 vermeld: “een Leuw en een oijevaer met de omschrijvinghe van Sigillum Societatis Hagiensis”.

## Samenstelling
In de  Sociëteit hadden negen personen zitting, waarvan de drie eerder genoemde colleges ieder twee- en het dorpsbestuur van Den Haag drie personen afvaardigden. Na de opheffing in 1728 van de Grafelijkheids Rekenkamer bestond de Sociëteit uit acht personen, waarbij het Hof van Holland en de Hoge Raad van Holland elk twee personen benoemden en het Haagse dorpsbestuur vier, waarvan één burgemeester (in die tijd had Den Haag drie burgemeesters), één schepen en twee leden van de vroedschap waren.

## Taken
In de eerste decennia werd de Sociëteit door vele conflicten geplaagd en viel ze regelmatig uit elkaar. Toen de samenwerking eenmaal goed op gang kwam ontwikkelde het tot een machtig instituut dat voortbestaan heeft tot na het einde van de Republiek der Zeven Verenigde Nederlanden in 1795. Voortstuwende kracht achter deze langdurende samenwerking was de financiering van de vele militaire conflicten waar Holland bij betrokken was, maar ook de afbetaling van de schulden die zij hiervoor opbouwde. De Sociëteit bood vaak de enige mogelijkheid om sommige gewestelijke belastingen te innen. In de loop der tijd bouwde de Sociëteit van Den Haag veel macht op en kon over aanzienlijke eigen fondsen beschikken, die vaak nodig waren om nieuwe overheidstaken tot stand te brengen. De bestuurscolleges waren tot elkaar veroordeeld voor veel van de zaken die zij voor elkaar wilden krijgen.  
Het aantal taken van de Sociëteit breidde zich in de zeventiende en achttiende eeuw voortdurend uit. Zo ging zij zich onder meer bezighouden met veiligheid, openbare werken, gezondheidszorg en armenzorg. Ook de stadhouder gebruikte het college weleens als instrument om ergens in te kunnen grijpen. Hoewel de Sociëteit over eigen personeel beschikte, groeide de omvang daarvan slechts bescheiden doordat veel werk door beambten van de deelnemende colleges werd uitgevoerd. Ook het verpachten van de inning van belastingen aan Particulieren deed haar taken beperken tot voornamelijk het verlenen van subsidies, waarbij politieke bestuurders het uitvoerend werk deden.

## Oligarchievorming
In de loop der tijd ontwikkelde de Sociëteit zich door verregaande professionalisering onder haar politieke bestuurders. Deze werden in grote mate beroepsbestuurders, waardoor oligargievorming een rol begon te spelen. Steeds meer handelde de Sociëteit vanuit haar eigen belang. 

## Opheffing
Na het ontstaan van de Bataafse Republiek in 1795 werd om politieke redenen besloten dat de Sociëteit een ongewenste bestuursvorm was. Het lukte echter niet eerder dan in 1802 om deze op te heffen. Het zou nog veel langer duren voordat het  stadsbestuur van Den Haag de volledige controle over haar eigen financiën zou krijgen. 

## Aantekeningen
- De naam “Sociëteit van de Hoge Collegiën en van Den Haag” werd ook geschreven als “Sociëteit der Hoge Collegiën en van der Hage”, “Sociëteit van de Hoge Collegiën en van 's-Hage” en “Sociëteit van de Hoge Collegiën en van 's-Gravenhage”.